# El fuego invisible
El fuego invisible es una novela del escritor y periodista español Javier Sierra, publicada en 2017 y por la que le fue otorgado el Premio Planeta.

## Argumento
David Salas es un estudiante recién doctorado en el Trinity College (Dublín), que pasa sus vacaciones en su Madrid natal. Allí se encuentra con una escritora amiga de su abuelo fallecido, Victoria Goodman, y con su misteriosa ayudante. Se inicia así una misteriosa investigación sobre la muerte de uno de los alumnos de Lady Goodman, y la extraña búsqueda literaria del resto de sus alumnos tras el Santo Grial y la verdad sobre la muerte de su compañero. Tendrán que recorrer distintos lugares de España para descubrir la verdad.

## Análisis
La idea surgió en un encuentro que organizó el escritor Fernando Sánchez Dragó, en Soria, en 2014. El 21 de junio, día del solsticio de verano, invitó a otros autores y amigos a debatir sobre el Santo Grial. 
También le influyó "La lámpara maravillosa", de Valle-Inclán, donde el autor habla de una “visión secreta” que le iluminaba cuando escribía.
Por otra parte, la idea de Chrétien de Troyes se apoya en una Conferencia de Victoria Cirlot sobre la primera mención del Grial. El nombre del personaje Victoria Goodman se inspira en ella.

## Tiempo y espacio en que se desarrolla la obra
1. Museo Nacional de Arte de Cataluña: también conocido por sus siglas MNAC, está situado en la ciudad de Barcelona. Destaca por su colección de arte Románico, considerada una de las más completas del mundo.
2. Fuente Mágica de Montjuic, Barcelona: o simplemente llamada fuente de Montjuic, está situada en la plaza de Carles Buïgas, en el distrito de Sants-Montjuïc, Barcelona.
3. Montaña artificial del parque del Retiro, Madrid: es una montaña artificial creada en el Parque del Retiro por orden del rey Fernando VII en el año 1815.
4. Catedral de San Pedro de Jaca, Huesca: es una de las construcciones más características y antiguas del románico en España. Comenzó a construirse casi al tiempo que la de Santiago de Compostela en el último cuarto del siglo XI como sede episcopal y cabeza del Reino de Aragón por iniciativa del rey Sancho Ramírez de Aragón.
5. Catedral de Valencia: está dedicada por deseo de Jaime I a la Asunción de María. Fue consagrada el año 1238 por el primer obispo de Valencia posterior a la Reconquista, Fray Andrés de Albalat. Se encuentra sobre la antigua mezquita arábiga de Balansiy.
6. Real Monasterio de San Juan de la Peña, Huesca:  situado en Botaya, al suroeste de Jaca (Huesca), fue el monasterio más importante de Aragón en la Alta Edad Media. En su Panteón Real fueron enterrados un buen número de la corona de Aragón.
7. Ábside de la Iglesia de San Clemente de Tahull Lérida: es una pintura románica perteneciente al conjunto de la decoración mural de la iglesia de San Clemente de Tahull en el Valle de Bohí, donde se encuentra la mayor concentración de arte románico de toda Europa.
8. Monasterio de San Pedro de Burgal Lérida: es un monasterio benedictino situado cerca de la localidad de Escaló (La Guingueta) en la comarca catalana del Pallars Sobirá (España).
9. Iglesia de Santa Eulalia de Estaon, Lérida: fue iglesia parroquial de la villa de Estaon hasta el siglo XVIII, que, por la construcción de un nuevo templo, pasó a ser simplemente una capilla. En los años 1920, se modificó: la nave pasó a ser rectoría y se derribó el ábside románico.
10. Iglesia de Santa María de Ginestarre (Lérida): es una iglesia románica situada en el agregado de Ginestarre, dentro del término municipal de Esterri de Cardós, en la comarca catalana del Pallars Sobirá.
11.Iglesia de Santa María de Tahull Lérida: es una iglesia románica en la localidad catalana de Taüll, situada en el Valle de Boí. Pertenece al grupo de Iglesias románicas catalanas del Valle de Bohí, declarado Patrimonio de la Humanidad por la Unesco.
12. Monasterio de Santa María de Aneu Lérida: se encuentra en el municipio de La Guingueta en la comarca catalana del Pallars Sobirá.
13. Catedral de San Pedro de Jaca, Huesca: es una de las construcciones más características y antiguas del románico en España. Comenzó a construirse casi al tiempo que la de Santiago de Compostela en el último cuarto del siglo XI como sede episcopal y cabeza del Reino de Aragón por iniciativa del rey Sancho Ramírez.
14. Monasterio de Santa María de Santa Cruz de la Serós (Huesca): es la iglesia de una antigua abadía benedictina medieval de Aragón. Se encuentra ubicada a unos 16 km de Jaca, en el pueblo de Santa Cruz de la Serós, en la provincia de Huesca.
15. Sepulcro del tenor Francisco Viñas, en el cementerio de Montjuic (Barcelona): Francisco/Francesc Viñas Dordal (Moyá, Barcelona; 27 de marzo de 1863 – Barcelona; 14 de julio de 1933) fue un tenor español.